# Петровка, Владимир
Владимир Петровка (чеш. Vladimir Petrovka; 9 октября 1965, Чехословакия) — бывший чешский хоккеист, нападающий. Чемпион Чехословакии 1990 и 1993 годов в составе клуба «Спарта» Прага.

## Биография
Владимир Петровка является воспитанником клуба ВТЖ Хомутов. Известен по выступлениям за клуб «Спарта» Прага. В составе «Спарты» дважды (в 1990 и 1993 годах) становился чемпионом Чехословацкой лиги. В Чешской экстралиге помимо «Спарты» играл за «Оломоуц» и «Литвинов». После одного сезона, проведённого в Германии за «Мемминген», Петровка вернулся в родной «Хомутов», за который отыграл 2 года. Завершил игровую карьеру в 2002 году.
С 2003 работал тренером в «Хомутове»: сначала ассистентом в главной команде, потом главным тренером юниорской команды.

## Достижения

### Командные
Чемпион Чехословакии 1990, 1993
 Серебряный призёр чемпионата Чехословакии 1988
 Бронзовый призёр чемпионата Чехословакии 1987

## Статистика
- Чемпионат Чехии (Чехословакии) — 425 игр, 304 очка (130+174)
- Евролига — 8 игр, 3 очка (0+3)
- Сборная Чехословакии — 19 игр, 3 шайбы
- Сборная Чехии — 3 игры, 1 шайба
- Всего за карьеру — 455 игр, 134 шайбы